# Бора (Румунія)
Бора (рум. Bora) — село у повіті Яломіца в Румунії. Адміністративно підпорядковане місту Слобозія.
Село розташоване на відстані 103 км на схід від Бухареста, 2 км на схід від Слобозії, 107 км на північний захід від Констанци, 108 км на південний захід від Галаца.

## Населення
За даними перепису населення 2002 року у селі проживали 1890 осіб.
Національний склад населення села:
| Національність | Кількість осіб | Відсоток |
| -------------- | -------------- | -------- |
| румуни         | 1520           | 80,4%    |
| цигани         | 370            | 19,6%    |

Рідною мовою назвали:
| Мова      | Кількість осіб | Відсоток |
| --------- | -------------- | -------- |
| румунська | 1617           | 85,6%    |
| циганська | 273            | 14,4%    |